# هيروشي يامادا
هيروشي يامادا هو سياسي ياباني، ولد في 8 يناير 1958 في هاتشيؤوجي في اليابان. حزبياً، نشط في حزب الآفاق الجديدة. وقد انتخب عضو مجلس المستشارين وقد انضم خلال فترته النيابية  للكتلة البرلمانية الحزب الليبرالي الديمقراطي الياباني.

## وصلات خارجية
- الموقع الرسمي